# Wereldkampioenschap voetbal 2022 (kwartfinale) Nederland - Argentinië
De wedstrijd tussen Nederland en Argentinië in de kwartfinales van het wereldkampioenschap voetbal 2022 werd op 9 december 2022 gespeeld in het Lusailstadion te Lusail. Het duel was de tweede wedstrijd van de kwartfinales van het toernooi.
Na een doelpunt van Nahuel Molina in de 35ste minuut ging Argentinië de rust in met een 0-1-voorsprong. In de tweede helft scoorde Lionel Messi in de 73ste minuut uit een strafschop. Wout Weghorst bracht met een doelpunt in de 83ste minuut de spanning terug en scoorde in de 101ste minuut van de (verlengde) reguliere speeltijd de gelijkmaker, waardoor een verlenging gespeeld werd.  De stand bleef behouden na 120 minuten spelen, waarna Argentinië de strafschoppen met 3–4 won en zich plaatste voor de halve finales van het WK.

## Voorafgaand aan de wedstrijd
- Nederland is de nummer 8 van de wereld en Argentinië de nummer 3
- Nederland speelde negen keer eerder tegen Argentinië, waarvan vijf keer op een WK, en won viermaal. De Argentijnen trokken één keer aan het langste eind.
- Deze wedstrijd stond ook op het programma in de halve finales van het WK 2014. Argentinië won na strafschoppen.
- Nederland-Argentinië was de finale van het WK 1978 in Argentinië, dat Argentinië won.
- Nederland is nog ongeslagen op het WK 2022. Argentinië verloor zijn eerste groepsduel met Saudi-Arabië

## Wedstrijddetails
| Datum                | 9 december 2022        |
| Wedstrijdnummer      | 58                     |
| Stadion              | Lusailstadion , Lusail |
| Toeschouwers         | 88.966                 |
| Scheidsrechter       | Antonio Mateu Lahoz    |
| Man van de wedstrijd | Lionel Messi           |

| Nederland | 2 – 2 (n.v.) 3 – 4 pen. | Argentinië (w.n.s.) |
| Wout Weghorst 83', 90+11' (Steven Berghuis; Teun Koopmeiners ) | doelpunten (assists)    | 35' Nahuel Molina ( Lionel Messi) 73' (pen.) Lionel Messi |
| Virgil van Dijk Steven Berghuis Teun Koopmeiners Wout Weghorst Luuk de Jong | strafschoppen serie     | Lionel Messi Leandro Paredes Gonzalo Montiel Fernández Lautaro Martínez |
| Louis van Gaal | bondscoach              | Lionel Scaloni |
| Andries Noppert Denzel Dumfries Jurriën Timber Virgil van Dijk Nathan Aké Daley Blind 64' Marten de Roon 46' Cody Gakpo 113' Frenkie de Jong Steven Bergwijn 46' Memphis Depay 78' | opstellingen            | Emiliano Martínez 106' Nahuel Molina 78' Cristian Romero Nicolás Otamendi Lisandro Martínez 78' Marcos Acuña 66' Rodrigo De Paul Enzo Fernández Alexis Mac Allister Lionel Messi 82' Julián Álvarez                                        |
| Teun Koopmeiners 46' Steven Berghuis 46' Luuk de Jong 64' Wout Weghorst 78' Noa Lang 113'                                                                                          | wissels                 | 66' Leandro Paredes 78' Nicolás Tagliafico 78' Germán Pezzella 82' Lautaro Martínez 106' Gonzalo Montiel 112' Ángel Di María |
| Jurriën Timber 43' Wout Weghorst 45+3' Memphis Depay 76' Steven Berghuis 88' Virgil van Dijk 90+1' Steven Bergwijn 91' Denzel Dumfries 121' Noa Lang 121'                          | gele kaarten            | 31' Walter Samuel (assistent trainer) 43' Marcos Acuña 45' Cristian Romero 76' Lisandro Martínez 89' Leandro Paredes 90' Lionel Scaloni (bondscoach) 90+10' Lionel Messi 90+12' Nicolás Otamendi 109' Gonzalo Montiel 112' Germán Pezzella |
| Denzel Dumfries 121' | rode kaarten            | |